# Tekken 6
Tekken 6 – gra komputerowa z gatunku bijatyk wyprodukowana i wydana przez Namco Bandai w 2007 roku na automaty do gier oraz rok później na konsole PlayStation 3 i Xbox 360. Jest to ósma część serii Tekken. Gra uzyskała przychylne oceny recenzentów, a o popularności świadczyć może liczba ponad 3 milionów sprzedanych egzemplarzy.

## Nowe tryby gry
- Scenario Campaign - fabularny tryb z rozgrywką 3D, polegający na przechodzeniu etapów i odblokowywaniu postaci,
  - Arena - tryb z historią dla odblokowanych postaci,
- Ghost Battle - tryb polegający na pokonywaniu jak największej liczby przeciwników nazywanych "duchami".